# María Estela Lorca
María Estela Lorca (Buenos Aires, Argentina; 8 de enero de 1943 - Id; 9 de enero de 2016) fue una actriz y directora argentina de cine, teatro y televisión.

## Carrera
Hermana de Daniel Lorca, María Estela fue una brillante actriz egresada del Instituto de Arte Moderno, con quien hizo la obra El Pícaro Corregidor, de Ruiz de Alarcón dirigido por Marcelo Lavalle en un Teatro del Jardín Botánico. Allí conoció al actor cómico-dramático Julio de Grazia, con quien se casó en la década del '70 hasta su suicidio en 1989 tras dispararse en la cabeza bajo un profundo cuadro depresivo.
En la pantalla grande debutó en la película de 1973, Paño verde con Carlos Estrada, Luis Brandoni y Julia von Grolman. Al año siguiente participó, siempre con roles de reparto, en cuatro películas, dos de ellas cómicas y dos con tonos eróticos, junto a actores como Juan Carlos Altavista, Isabel Sarli, Jorge Barreiro, Javier Portales, Graciela Alfano, Ricardo Bauleo y Víctor Bó, entre otros. Trabajó bajo la dirección de Armando Bó, Emilio Vieyra y Mario David. En 1987 debuta como directora con Las esclavas protagonizada por Rodolfo Ranni y Camila Perissé y en 1989 dirigió un largometraje documental sobre adicciones.
En la televisión se la vio en Domingos de Pacheco junto a Osvaldo Pacheco, Humor a la italiana y Estrellita, esa pobre campesina, entre otros ciclos y ficciones.
Para teatro intervino en varias obras como Me enamoré de una bruja de Pascual Tudino, Pilina y Morisqueta recorren la Argentina en bicicleta, Pilina y Morisqueta dan la vuelta al mundo en bicicleta y Las payasas,Gabino, el mayoral, Tripas de oro, entre otras.
Estela Lorca falleció tras una larga enfermedad a los 73 años el sábado 9 de enero de 2016.

## Filmografía
Como directora:
- 1989: Largometraje sobre adicciones.
- 1987: Las esclavas

Como actriz:
- 1974: La gran aventura.
- 1974: Minguito Tinguitela Papá.
- 1974: El sexo y el amor.
- 1974: Intimidades de una cualquiera.
- 1973: Paño verde.

## Televisión
- 1968/1969: Estrellita, esa pobre campesina.
- 1973: El Teatro de Pacheco.
- 1974: Humor a la italiana
- 1975: Una luz en la ciudad.

## Teatro
- Me enamoré de una bruja de Pascual Tudino (1974), conducida por Víctor Tasca, junto a Alfredo de la Peña.
- Pilina y Morisqueta recorren la Argentina en bicicleta.
- Pilina y Morisqueta dan la vuelta al mundo en bicicleta.
- Las payasas.
- Gabino, el mayoral
- Tripas de oro